# Кейсвілл (Юта)
Кейсвілл (англ. Kaysville) — місто (англ. city) в США, в окрузі Девіс штату Юта. Населення — 32 945 осіб (2020).

## Географія
Кейсвілл розташований за координатами 41°1′45″ пн. ш. 111°56′42″ зх. д. / 41.02917° пн. ш. 111.94500° зх. д. (41.029053, -111.944934).  За даними Бюро перепису населення США в 2010 році місто мало площу 27,21 км², з яких 27,08 км² — суходіл та 0,13 км² — водойми.

## Демографія
Згідно з переписом 2010 року, у місті мешкало 27 300 осіб у 7524 домогосподарствах у складі 6534 родин. Густота населення становила 1003 особи/км².  Було 7700 помешкань (283/км²).
Расовий склад населення:
| - 95,2 % — білих - 0,8 % — азіатів - 0,5 % — чорних або афроамериканців - 0,3 % — корінних американців - 0,2 % — вихідців з тихоокеанських островів - 1,3 % — осіб інших рас |

До двох чи більше рас належало 1,7 %. Частка іспаномовних становила 4,5 % від усіх жителів.
За віковим діапазоном населення розподілялося таким чином: 39,3 % — особи молодші 18 років, 53,5 % — особи у віці 18—64 років, 7,2 % — особи у віці 65 років та старші. Медіана віку мешканця становила 27,6 року. На 100 осіб жіночої статі у місті припадало 100,3 чоловіків;  на 100 жінок у віці від 18 років та старших — 95,2 чоловіків також старших 18 років.
Середній дохід на одне домашнє господарство  становив 99 413 долари США (медіана — 85 139), а середній дохід на одну сім'ю — 108 444 долари (медіана — 93 295). Медіана доходів становила 73 036 доларів для чоловіків та 39 006 доларів для жінок. За межею бідності перебувало 5,3 % осіб, у тому числі 7,2 % дітей у віці до 18 років та 2,7 % осіб у віці 65 років та старших.
Цивільне працевлаштоване населення становило 12 616 осіб. Основні галузі зайнятості: освіта, охорона здоров'я та соціальна допомога — 21,0 %, науковці, спеціалісти, менеджери — 14,0 %, роздрібна торгівля — 11,5 %, виробництво — 10,6 %.